# Acrolophus barema
Acrolophus barema är en fjärilsart som beskrevs av John Hartley Durrant 1915. Acrolophus barema ingår i släktet Acrolophus och familjen Acrolophidae. Inga underarter finns listade i Catalogue of Life.